# Gare de Poix-Terron
Gare de Poix-Terron vasútállomás Franciaországban, Poix-Terron településen.

## Vasútvonalak
Az állomást az alábbi vasútvonalak érintik:
- Soissons-Givet-vasútvonal

## Kapcsolódó állomások
A vasútállomáshoz az alábbi állomások vannak a legközelebb:
- Gare d’Amagne - Lucquy
- Gare de Charleville-Mézières